# Scopelengys tristis
Espèce
Scopelengys tristis est une espèce de poissons téléostéens (Teleostei).